# Crash Test Dummies
Crash Test Dummies es una banda canadiense de rock que destaca por la voz de su cantante, Brad Roberts, barítono bajo. Se hizo famosa por el tema "Mmm Mmm Mmm Mmm".

## Trayectoria
Crash Test Dummies publicaron su primer álbum en 1991, The Ghosts that Haunt Me. En 1993 publicaron God Shuffled His Feet, que incluye la canción "Mmm Mmm Mmm Mmm", éxito en las listas de varios países en el mundo. Dicho disco tuvo tres candidaturas a los premios Grammy, y hasta la fecha ha vendido cinco millones y medio de copias en todo el mundo.
Además, durante los años 1990, dos canciones suyas fueron incluidas en dos bandas sonoras de películas, "In the Days of the Caveman" en la película de 1994 Los Picapiedra, y "The Ballad of Peter Pumpkinhead" y "Mmm Mmm Mmm Mmm", en Dumb & Dumber.
A pesar del éxito del sencillo "Mmm Mmm Mmm Mmm", la banda no ha gozado de otros éxitos comerciales. Han publicado nueve álbumes en total, el último en 2011, siendo uno de ellos un "The very best of". Además de los álbumes con la banda, todos los miembros (excepto Dan Roberts) han formado parte de proyectos por separado.

## Miembros
- Brad Roberts — cantante líder, guitarra acústica y guitarra eléctrica
- Ellen Reid — cantante, piano y acordeón
- Dan Roberts — bajo
- Benjamin Darvill — armónica, guitarra acústica y guitarra eléctrica
- Mitch Dorge — batería

## Álbumes de estudio
- The Ghosts that Haunt Me (1991)
- God Shuffled His Feet (1993) (n.º 9 en EE. UU., n.º 1 en el Reino Unido)
- A Worm's Life (1996) (n.º 78 en EE. UU.)
- Give Yourself a Hand (1999)
- I Don't Care That You Don't Mind (2001)
- Jingle All The Way (2002)
- Puss 'n' Boots (2003)
- Songs of the Unforgiven (2004)
- Oooh La La! (2010)

### Sencillos
| Fecha | Fecha | Canción                           | Mejor posición en lista | Mejor posición en lista | Mejor posición en lista | Mejor posición en lista | Álbum                                     |
| Fecha | Fecha | Canción                           | CAN                     | AUS                     | UK                      | USA                     | Álbum                                     |
| ----- | ----- | --------------------------------- | ----------------------- | ----------------------- | ----------------------- | ----------------------- | ----------------------------------------- |
| 1991  | Mar   | "Superman's Song"                 | 4                       | -                       | -                       | 56                      | The Ghosts That Haunt Me                  |
| 1991  | Ago   | "The Ghosts That Haunt Me"        | 24                      | -                       | -                       | -                       | The Ghosts That Haunt Me                  |
| 1991  | Dic   | "Androgynous"                     | 73                      | -                       | -                       | -                       | The Ghosts That Haunt Me                  |
| 1992  | Dic   | "The First Noel" / "Winter Song"  | -                       | -                       | -                       | -                       | A Lump of Coal / The Ghosts That Haunt Me |
| 1993  | Oct   | "Mmm Mmm Mmm Mmm"                 | 14                      | 1                       | 2                       | 4                       | God Shuffled His Feet                     |
| 1994  | Ene   | "Swimming in Your Ocean"          | 6                       | -                       | -                       | -                       | God Shuffled His Feet                     |
| 1994  | Jun   | "Afternoons & Coffeespoons"       | 7                       | 40                      | 23                      | 66                      | God Shuffled His Feet                     |
| 1994  | Oct   | "God Shuffled His Feet"           | 14                      | -                       | -                       | -                       | God Shuffled His Feet                     |
| 1995  | Ene   | "The Ballad of Peter Pumpkinhead" | 4                       | -                       | 30                      | -                       | Banda sonora de Dumb & Dumber             |
| 1996  | Sep   | "He Liked to Feel It"             | 2                       | -                       | -                       | -                       | A Worm's Life                             |
| 1997  | Ene   | "My Own Sunrise"                  | 33                      | -                       | -                       | -                       | A Worm's Life                             |
| 1999  | Ene   | "Keep a Lid on Things"            | 5                       | -                       | -                       | -                       | Give Yourself a Hand                      |
| 1999  | Jun   | "Get You in the Morning"          | 46                      | -                       | -                       | -                       | Give Yourself a Hand                      |
| 2001  | Mar   | "Every Morning"                   | -                       | -                       | -                       | -                       | I Don't Care That You Don't Mind          |
| 2001  | Jul   | "The Day We Never Met"            | -                       | -                       | -                       | -                       | I Don't Care That You Don't Mind          |